# Tragia pinnata
Tragia pinnata är en törelväxtart som först beskrevs av Jean Louis Marie Poiret, och fick sitt nu gällande namn av Adrien Henri Laurent de Jussieu. Tragia pinnata ingår i släktet Tragia och familjen törelväxter. Inga underarter finns listade i Catalogue of Life.